# Parafia Wniebowzięcia Najświętszej Maryi Panny w Głogowie
Parafia Wniebowzięcia Najświętszej Maryi Panny w Głogowie – rzymskokatolicka parafia położona w dekanacie Głogów – św. Mikołaja, diecezji zielonogórsko-gorzowskiej, metropolii szczecińsko-kamieńskiej w Polsce, erygowana w 1945.

## Historia parafii
Początki parafii sięgają XII wieku i związane są ściśle z budowaną w 1200 r. kolegiatą głogowską.

## Zasięg parafii
- Głogów, Cicha;
- Głogów, Dobra;
- Głogów, Dzieci Głogowskich;
- Głogów, Kamienna Droga;
- Głogów, Ks. prał. L. Novarese;
- Głogów, Mała
- Głogów, Plac Kolegiacki
- Głogów, Poczdamska
- Głogów, Spokojna;
- Ceber;
- Grodziec Mały;
- Krzekotówek;
- Sobczyce;
- Zabiele.

## Miejsca kultu
- Kolegiata Wniebowzięcia Najświętszej Maryi Panny w Głogowie
- Kaplica publiczna w Domu „Uzdrowienie Chorych” im. Jana Pawła II

## Proboszczowie
- ks. kan. Rafał Zendran (od 1.08.2006)
- ks. kan. Ryszard Dobrołowicz (25.08.1994 – 31.07.2006)
- ks. Aleksander Walkowiak (20.08.1989 – 1994)
- o. Władysław Kantor CSsR (1975–1989)
- o. Tadeusz Ozga CSsR (1972–1975)
- o. Stanisław Kamykowski CSsR (1971–1972)
- o. Łukasz Kocik CSsR (1961–1971)
- o. Jan Igielski CSsR (1960–1961)
- o. Leon Dziemecki CSsR (1960)
- o. Stanisław Marczak CSsR (1958–1960)
- o. Józef Ortul SCSR (1950–1958)